# Pampa Unión
Pampa Unión fue un poblado de Chile situado en la provincia de Antofagasta (antiguo cantón de Antofagasta) fundada en 1911 por la iniciativa de un médico llamado Lautaro Ponce Arellano como asentamiento dedicado a la explotación del salitre. El doctor Lautaro Ponce solicitó la primera concesión para construir un hospital fundado como Sanatorio Pampa Blanca. Su desmantelación se produjo en 1954. El pueblo llegó a tener una población de por lo menos 2000 habitantes, aunque su población flotante era mucho mayor (entre 10 000 y 15 000 personas).
Fue denominado erróneamente Oficina Pampa Unión[cita requerida] ya que no estaba dedicado exclusivamente a la explotación del salitre, sino que surgió a raíz de la instalación de un sanatorio dedicado a atender a los accidentados y enfermos de las salitreras contiguas entre los años 1911 y 1930 ubicado en la pampa del Desierto de Atacama en las coordenadas geográficas 23°4′47.04″S 69°30′8.79″O / -23.0797333, -69.5024417. Sus ruinas y cementerio al costado de la ruta a Calama están abandonadas sin protección del gobierno regional o del Estado y en constante desintegración.

## Historia
En el Salar del Carmen apenas se estableció el tendido ferroviario entre Antofagasta y Bolivia, a su costado surgieron muchos asentamientos denominados "Oficinas" dedicados a la explotación del salitre. Una de esas estaciones era Estación Pampa Unión. 
A su alrededor estaban las Oficinas Salitreras de: Arturo Prat, Aníbal Pinto, Edwards, Ausonia, Carmela, José Santos Ossa, Leonor, La Cecilia, La Candelaria, Luisis, Anita, Araucana, Angamos, María, Curicó, Perseverancia, Filomena, Concepción, Aconcagua y las antiguas “Estación Carmen Alto”, (año 1866) distante a 14 kilómetros de “Estación ferroviaria Pampa Unión”. 
Todas estas salitreras estaban pensadas en maximizar la producción sin tener en cuenta la prevención de los riesgos y las enfermedades asociadas a la extracción del salitre y los minerales. Por esto, cotidianamente surgían decenas de accidentados y enfermos que debían ser derivados al puerto de Antofagasta distante 112 km, muchos fallecían en el largo trayecto a carreta o ferrocarril.
En estas " Oficinas" surgieron espontáneamente varias pestes transmitidas por vectores como la Peste bubónica o Fiebre amarilla de 1913 que asolaron a los obreros del salitre provocando fallecimientos masivos, en especial de niños, cementerios aledaños tal como el Cementerio de los apestados  ubicado unos 5 km hacia el este de Pampa Unión atestiguan de estos sucesos.

Pampa Unión fue fundada en 1911 por el médico chileno Lautaro Ponce Arellano quien tuvo la iniciativa de crear un Sanatorio para que los accidentados y enfermos de las explotaciones salitreras de las cercanías tuvieran mayores opciones de sobrevida sin ser derivados al puerto de Antofagasta. Se fundó al costado de la Estación homónima de Ferrocarriles Antofagasta-Bolivia FCAB y a su alrededor se formó espontáneamente un poblado que tuvo un crecimiento corto, pero importante para la región. 
Pampa Unión alcanzó su auge en los años 1920 bajo la administración de Antofagasta. Su declive fue fulminante en los años 1930 cuando decayó el auge del salitre en Europa con la síntesis del nitrato de Potasio  en Alemania.

### Características del asentamiento

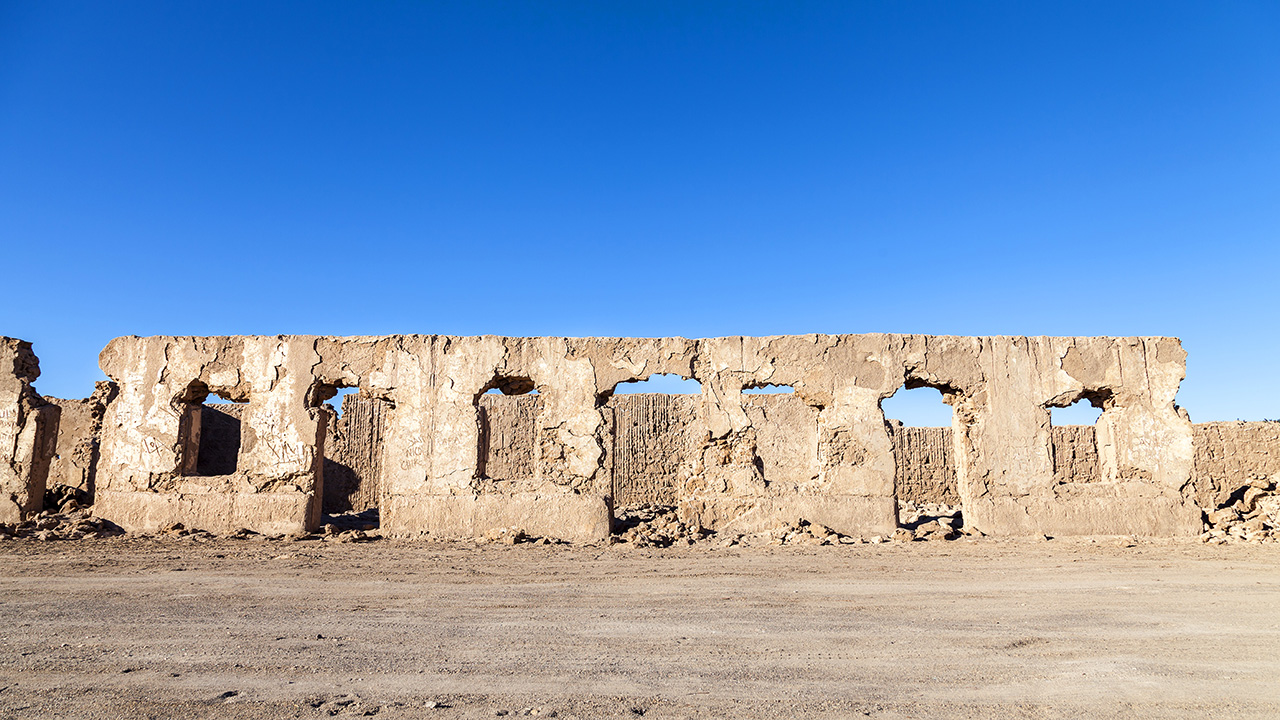
Vista de las ruinas

Pampa Unión contaba con dos calles longitudinales principales y seis transversales formando 17 manzanas; su ubicación era paralela a la línea ferroviaria.
Está ubicada a 110 km de Antofagasta y a 100 km de Calama, en el km 180 de la ruta 25 a Calama contigua a la carretera, a unos 30 km al suroeste del poblado de Sierra Gorda.
Los obreros habitaban en casas rectangulares llamadas inquilinatos o conventillos con piso de tierra, la mayoría sin divisiones, hechas de adobe con techo de calamina, en ellas los pobladores dormían, cocinaban y vivían hacinadas varias familias.
Su población normal de 2.000 almas de variopinta nacionalidad (chinos, croatas, peruanos, bolivianos etc.) y alcanzó a albergar hasta 15.000 personas como población flotante. Pampa Unión estaba gobernada por un "Administrador" que era quien dictaba autocráticamente las leyes internas del poblado. No existía dinero circulante y su comercio de trueque de realizaba por medio del intercambio de fichas de pulpería que se ganaban por el trabajo duro en las salitreras.
Existieron prostíbulos, imprenta, Registro Civil, teléfonos, bodegas de licores y víveres y el lugar se transformó en un antro de mala reputación, sin ley, hasta el establecimiento de una comisaría de Carabineros de Chile en 1921. Contaba con una escuela para los niños y una escuela para adultos que funcionaba en horario vespertino, nunca se construyó una iglesia o capilla; pero si tuvo un cementerio al sur de los límites del poblado que creció en tres etapas cronológicas.

### Declive
Pampa Unión decayó en los años 1930 a raíz de la llamada Gran Depresión y fue despoblada tan rápidamente como surgió hasta 1940, fue desmantelada por orden de la Gobernación de Antofagasta en 1954.

### Patrimonio
De Pampa Unión solo quedan las ruinas de sus edificaciones, sus calles y el cementerio con unas 600 tumbas donde predominan las inhumaciones infantiles, los más desposeídos fueron inhumados bajo la costra calichera bajo cruces de madera y las más ostentosas en nichos y mausoleos las cuales muchas de ellas fueron profanadas dejando su contenido a la intemperie.
Existen tumbas de croatas, bolivianos, chinos y chilenos; se encuentra situada al inmediato costado sur de la actual ruta 25 a Calama en el más completo estado de abandono.

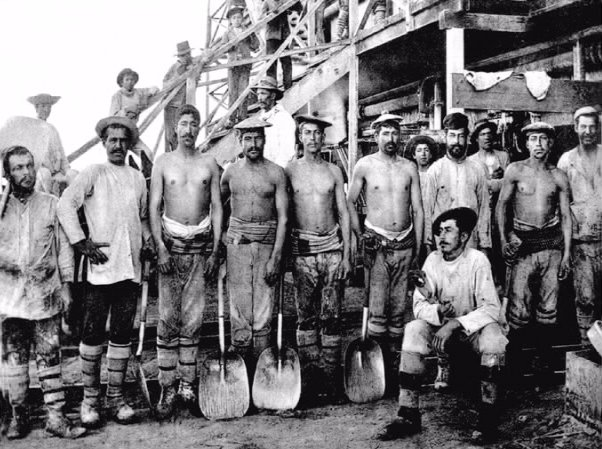
Trabajadores de una Oficina Salitrera

Las ruinas de Pampa Unión fueron declaradas por decreto Monumento Nacional el 17 de octubre de 1990.

### Pampa Unión en la narrativa
En la literatura chilena, el poblado se encuentra reflejado en la novela Fatamorgana de amor con banda de música (1998) del autor Hernán Rivera Letelier.
Ambientada en 1929, la novela narra la historia de Golondrina del Rosario Alzamora Montoya, una hermosa damisela, profesora, declamadora y pianista, hija de un conocido barbero de ideales anarquistas, llamado Sixto Pastor Alzamora, quien se enamora locamente de Bello Sandalio, un pelirrojo trompetista de la banda de músicos del pueblo. Paralelo a la historia de romance, y al son de las notas musicales, surge una serie de aventuras disparatadas de los demás personajes por las calles del poblado, marcadas por la bohemia, la multiculturalidad, la vida de la pampa salitrera y los preparativos ante la fallida visita del general Carlos Ibáñez del Campo al pueblo, que es abortada a último momento ante los rumores de un atentado en su contra.